# سوبر ماتش (كرة القدم)
مباراة السوبر Super Match هي بطولة ودية سنوية ونصف سنوية يتم بها الاستعداد للموسم الجديد. تمت الإشارة سابقًا إلى البطولة باسم كأس توماس كوك حتى عام 2008 ، وكأس فيروستال (شركة ألمانية)في عام 2010 ، وكأس وونلي في عام 2012 ، و مباراة السوبر بواسطة شركة كارلسبيرغ ، بسبب الرعاية. يستضيف مانشستر سيتي البطولة. عادة ما تكون المباراة الأخيرة قبل المباراة الافتتاحية للدوري الإنجليزي الممتاز وتتميز بنادي ينتمي للويفا ةيكون ذائع الصيت.
لعب مانشستر سيتي ضد فرق دوري أبطال أوروبا UEFA أرسنال وبوروسيا دورتموند ولاتسيو وميلانو وأولمبياكوس وبورتو ونادي شتوتغارت وفالنسيا في النسخ السابقة من المسابقة. تُعرف مباراة السوبر التي لا يشارك فيها مانشستر سيتي باسم ألعاب سوبر ويتم لعبها في جوتنبرج بالسويد .

## سنوات البطولة

### 2004 كأس توماس كوك
| Manchester City                        | 3–1    | Lazio            |
| -------------------------------------- | ------ | ---------------- |
| Anelka 1' · Macken 68' · Sibierski 74' | Report | Oddo 74' (ركلة.) |

### 2005 كأس توماس كوك
| Manchester City                        | 3–1    | Olympiacos |
| -------------------------------------- | ------ | ---------- |
| Vassell 65' · Wright-Phillips 75'، 79' | Report | Touré 27'  |

### 2006 كأس توماس كوك
| Manchester City | 0–1    | Porto       |
| --------------- | ------ | ----------- |
|                 | Report | Adriano 43' |

### 2007 كأس توماس كوك
| Manchester City | 0–1    | Valencia  |
| --------------- | ------ | --------- |
|                 | Report | Silva 10' |

### 2008 كأس توماس كوك
| Manchester City | 1–0    | Milan |
| --------------- | ------ | ----- |
| Bojinov 37'     | Report |       |

### 2010 كأس فيروستال
| بوروسيا دورتموند                                  | 3–1    | Manchester City       |
| ------------------------------------------------- | ------ | --------------------- |
| Barrios 9' (ركلة.) · Kagawa 50' · Lewandowski 81' | Report | جو (لاعب كرة قدم) 11' |

### 2012 كأس وينولي
| Manchester City             | 2–0    | Arsenal |
| --------------------------- | ------ | ------- |
| Zabaleta 42' · Y. Touré 44' | Report |         |

### 2013 سوبر ماتشكارلسبيرغ
| Manchester City | 1–3    | Arsenal                              |
| --------------- | ------ | ------------------------------------ |
| Negredo 80'     | Report | Walcott 9' · Ramsey 59' · Giroud 62' |

### 2015 سوبر ماتش
| نادي شتوتغارت                              | 4–2    | Manchester City           |
| ------------------------------------------ | ------ | ------------------------- |
| Kostić 15' · Didavi 31' · Ginczek 36'، 37' | Report | Iheanacho 84' · Džeko 88' |

### 2016 سوبر ماتش
| Manchester City            | 2–3    | Arsenal                             |
| -------------------------- | ------ | ----------------------------------- |
| Agüero 30' · Iheanacho 88' | Report | Iwobi 50' · Walcott 73' · Akpom 85' |

### 2017 سوبر ماتش
| Manchester City                              | 3–0   | West Ham United |
| -------------------------------------------- | ----- | --------------- |
| غابرييل جيسوس 8' · Agüero 56' · Sterling 71' | تقرير |                 |

## الفائزون بالبطولة
| عام  | الفائز            | المركز الثاني        | نتيجة |
| ---- | ----------------- | -------------------- | ----- |
| 2004 | مدينة مانشستر     | لاتسيو               | 3-1   |
| 2005 | مدينة مانشستر     | أولمبياكوس           | 3-1   |
| 2006 | بورتو             | مدينة مانشستر        | 1–0   |
| 2007 | فالنسيا           | مدينة مانشستر        | 1–0   |
| 2008 | مدينة مانشستر     | نادي ميلان الايطالي  | 1–0   |
| 2010 | بوروسيا دورتموند  | مدينة مانشستر        | 3-1   |
| 2012 | مدينة مانشستر     | ارسنال               | 2-0   |
| 2013 | ارسنال            | مدينة مانشستر        | 3-1   |
| 2015 | في إف بي شتوتغارت | مدينة مانشستر        | 4-2   |
| 2016 | ارسنال            | مدينة مانشستر        | 3-2   |
| 2017 | مدينة مانشستر     | فريق ويستهام يونايتد | 3–0   |